# آلبرت رامون
آلبرت رامون (انگلیسی: Albert Ramon; ۱ نوامبر ۱۹۲۰ – ۲۱ مارس ۱۹۹۳) دوچرخه‌سوار اهل بلژیک بود.